# 1956년 하계 올림픽 북보르네오 선수단
북보르네오는 1956년 오스트레일리아 멜버른에서 열린 하계 올림픽에 출전했다. 이는 1963년 신생 국가 말레이시아의 일부를 형성했던 전 영국 보호령의 유일한 올림픽 출전이었다.

## 대회별 메달 집계

### 하계 올림픽 메달 집계
| 경기          | 종목                    | 금                      | 은                      | 동                      | 합계                    | 순위                    |
| 1956년 멜버른 | 2                       | 0                       | 0                       | 0                       | 0                       | -                       |
| 1960년 로마   | 불참                    | 불참                    | 불참                    | 불참                    | 불참                    | 불참                    |
| 1964–현재     | 말레이시아 (MAS)의 일부 | 말레이시아 (MAS)의 일부 | 말레이시아 (MAS)의 일부 | 말레이시아 (MAS)의 일부 | 말레이시아 (MAS)의 일부 | 말레이시아 (MAS)의 일부 |
| 합계          | 합계                    | 0                       | 0                       | 0                       | 0                       | -                       |